# Snake (řeka)
Snake River, česky Hadí řeka, je řeka na severozápadě Spojených států amerických, přítok řeky Columbie.
Snake River protéká státy Wyoming, Idaho, Oregon a Washington. Je dlouhá 1674 km. Povodí řeky zaujímá plochu 279 719 km². Kolem řeky se nachází velmi zajímavá geologická lokalita Snake River Plain, která je celosvětově unikátní a ve které se dají pozorovat projevy četného vulkanismu.

## Průběh toku
Pramení ve Skalnatých horách na území Yellowstonského národního parku. Protéká východním okrajem Kolumbijské plošiny částečně v kaňonech, jejichž celková délka činí přibližně 400 km a dosahují hloubky až 800 m. Vytváří vodopády, mezi něž patří např. až 65 m vysoké Šošonské. Je hlavním přítokem řeky Columbia, do které ústí zleva.

## Vodní stav
Zdrojem vody jsou sněhové a dešťové srážky. Průměrný průtok v ústí činí 1610 m³/s, u Clarkstonu 1390 m³/s. Nejvyšších vodních stavů dosahuje od dubna do června.

## Využití
Vodní doprava pro nevelké lodě je možná do Lewistonu. Na řece byly vybudovány vodní elektrárny a přehradní nádrže (American Falls). Využívá se také na zavlažování. Leží na ní města Homedale, Idaho Falls, Twin Falls, Lewiston, Tri-Cities.